# Maison Delcoigne
La Maison Delcoigne est un bâtiment Art nouveau édifié  par l'architecte belge Georges Delcoigne à Saint-Gilles, une commune de Bruxelles en Belgique.

## Localisation
La maison personnelle de Georges Delcoigne est située à Saint-Gilles, au numéro 14 de la place Louis Morichar,, une vaste place arborée située entre la chaussée de Waterloo et la rue de la Victoire à Saint-Gilles, qui a perdu son aspect initial lors d'un réaménagement réalisé en 1958. En face, de l'autre côté de la place, au n° 41, se trouve un autre immeuble de style Art nouveau, la Maison Van Bellinghen Tomberg.

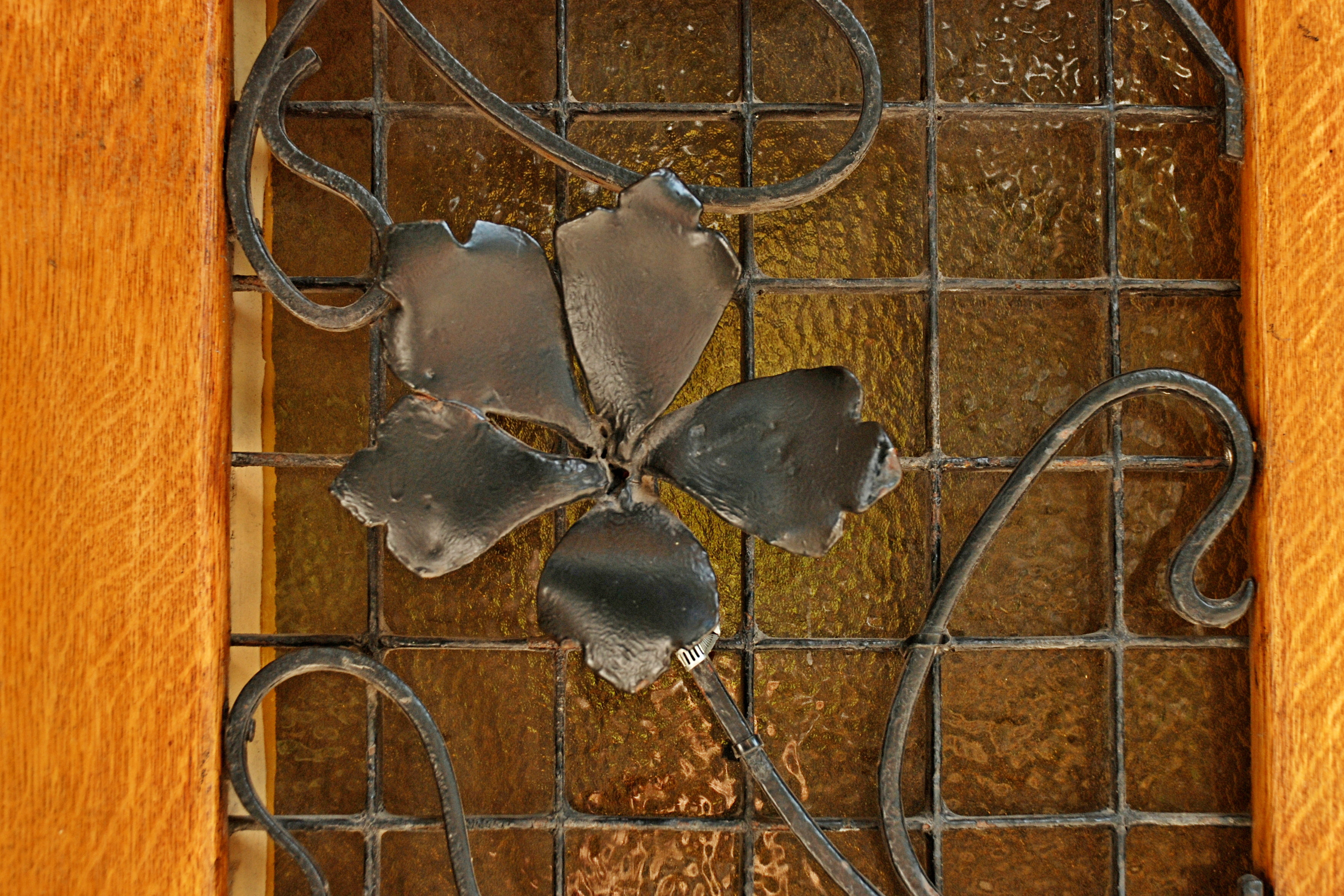
Décoration en fer forgé de la porte.
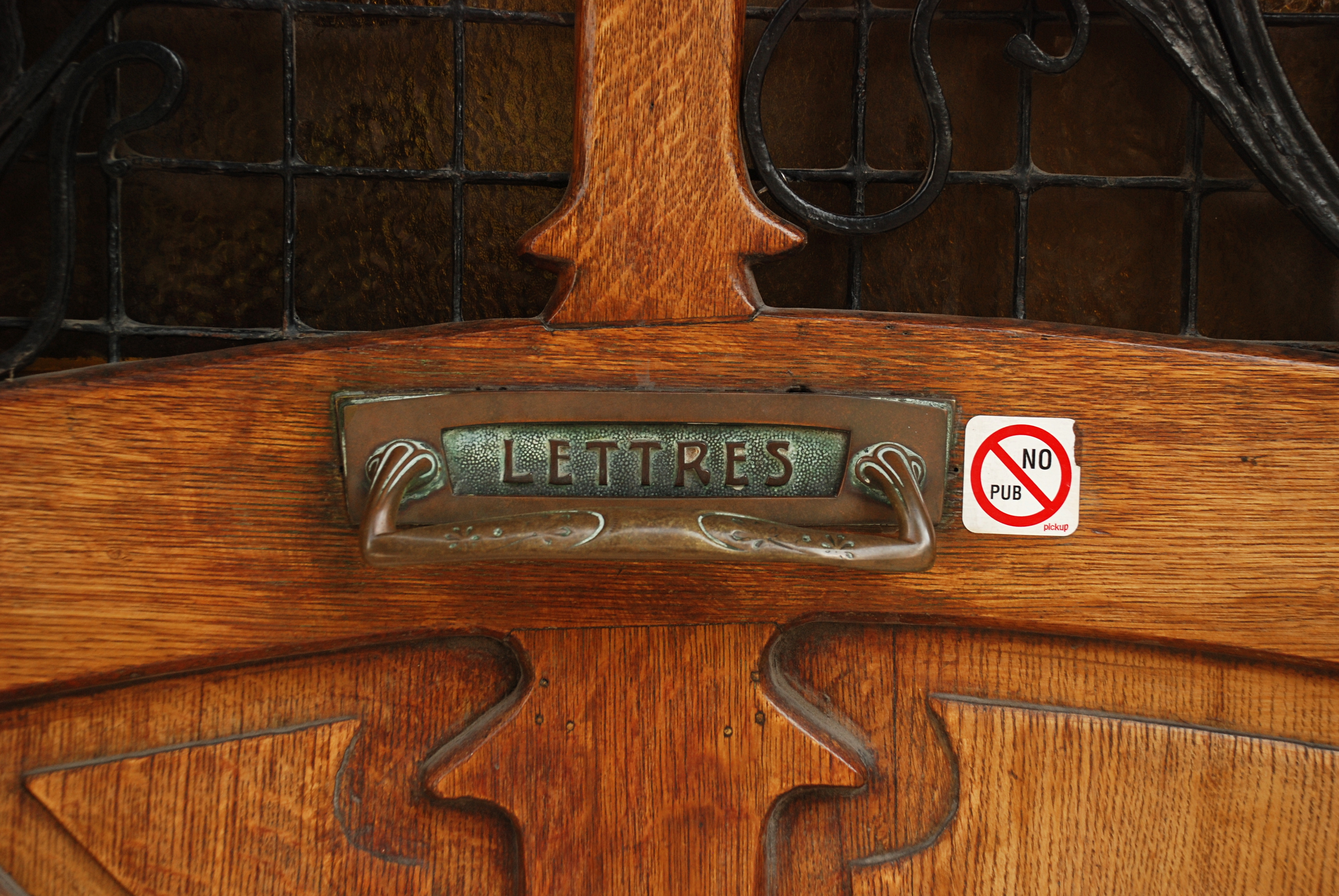
Boîte aux lettres.

## Historique
La maison fut édifiée en 1899 pour son usage personnel par Georges Delcoigne, un architecte bruxellois dont l'essentiel de la production fut de style néo-classique et éclectique.

## Architecture
Cette maison de style « Art nouveau floral » présente une façade en pierre blanche d'Euville, égayée par la couleur brune des boiseries et par deux sgraffites.
La façade présente une composition à l'asymétrie très marquée, comme souvent dans l'Art nouveau.
La travée de droite est consacrée à la porte d'entrée surmontée d'un oriel courant sur plusieurs niveaux et surmonté d'un petit balcon. La porte d'entrée en bois massif, flanquée d'une fine fenêtre, est encadrée de deux puissantes consoles en pierre qui soutiennent l'oriel. Cet oriel, qui comporte quatre niveaux de baies géminées chaque fois séparées par un meneau en pierre mouluré supportant un linteau au profil typiquement Art nouveau, met l'accent, par sa continuité formelle, sur les espaces de circulation.
La travée de gauche est ornée, au premier étage, d'un balcon soutenu par des consoles, qui met en évidence les grandes pièces de cet étage. La baie tripartite du premier étage, compartimentée par des colonnettes en pierre, possède un encadrement mouluré, surmonté d'un arc surbaissé délicatement sculpté dans la pierre.   
Le deuxième étage est percé d'une baie tripartite similaire dont la partie centrale est ornée d'un balconnet tandis que les allèges des parties latérales sont ornées de sgraffites représentant respectivement l'« allégorie de la Musique et du Chant » et l'« allégorie de la Peinture ».
L'ensemble est d'une grande variété mais il demeure très cohérent grâce à son allure « organique ».

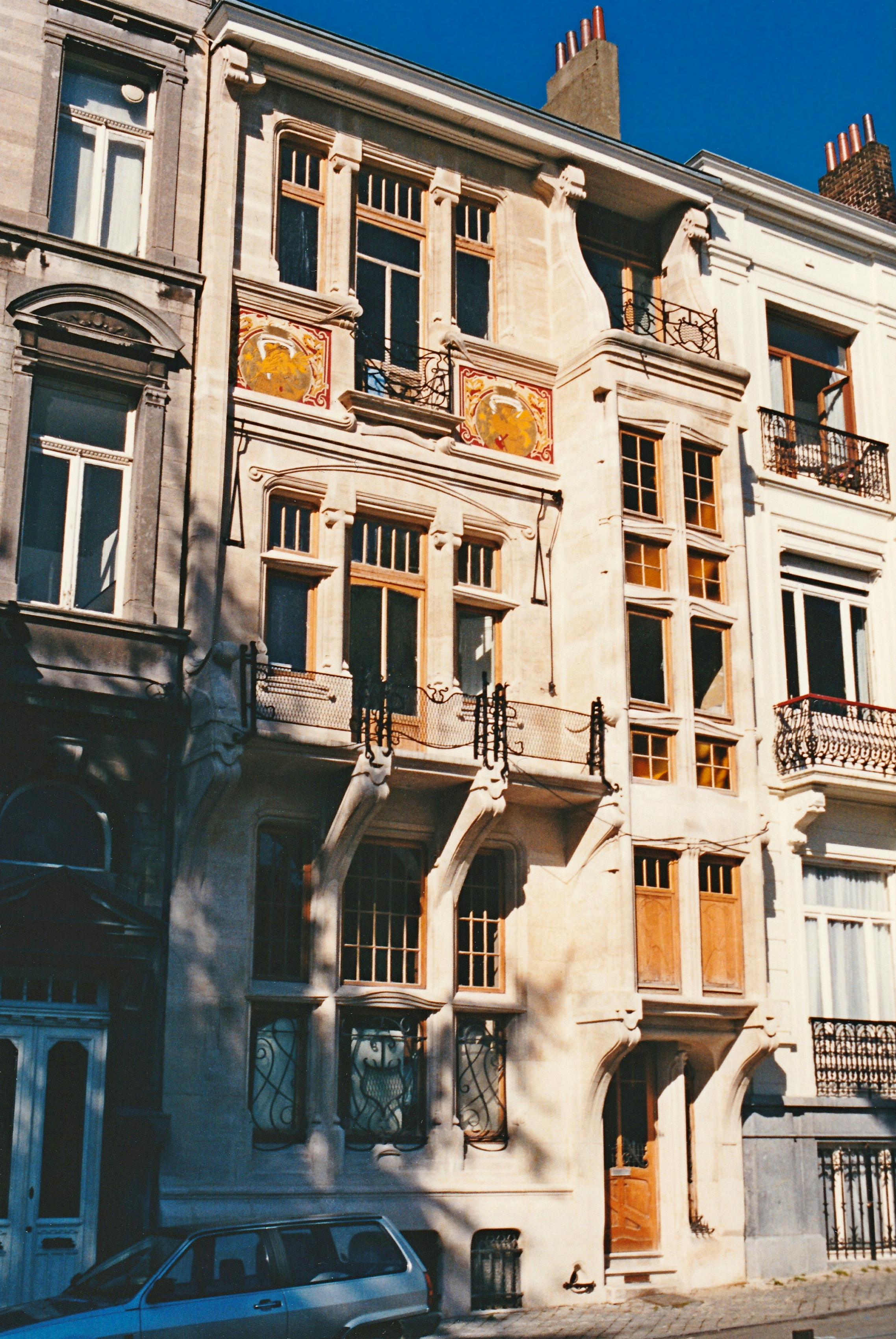
Façade.
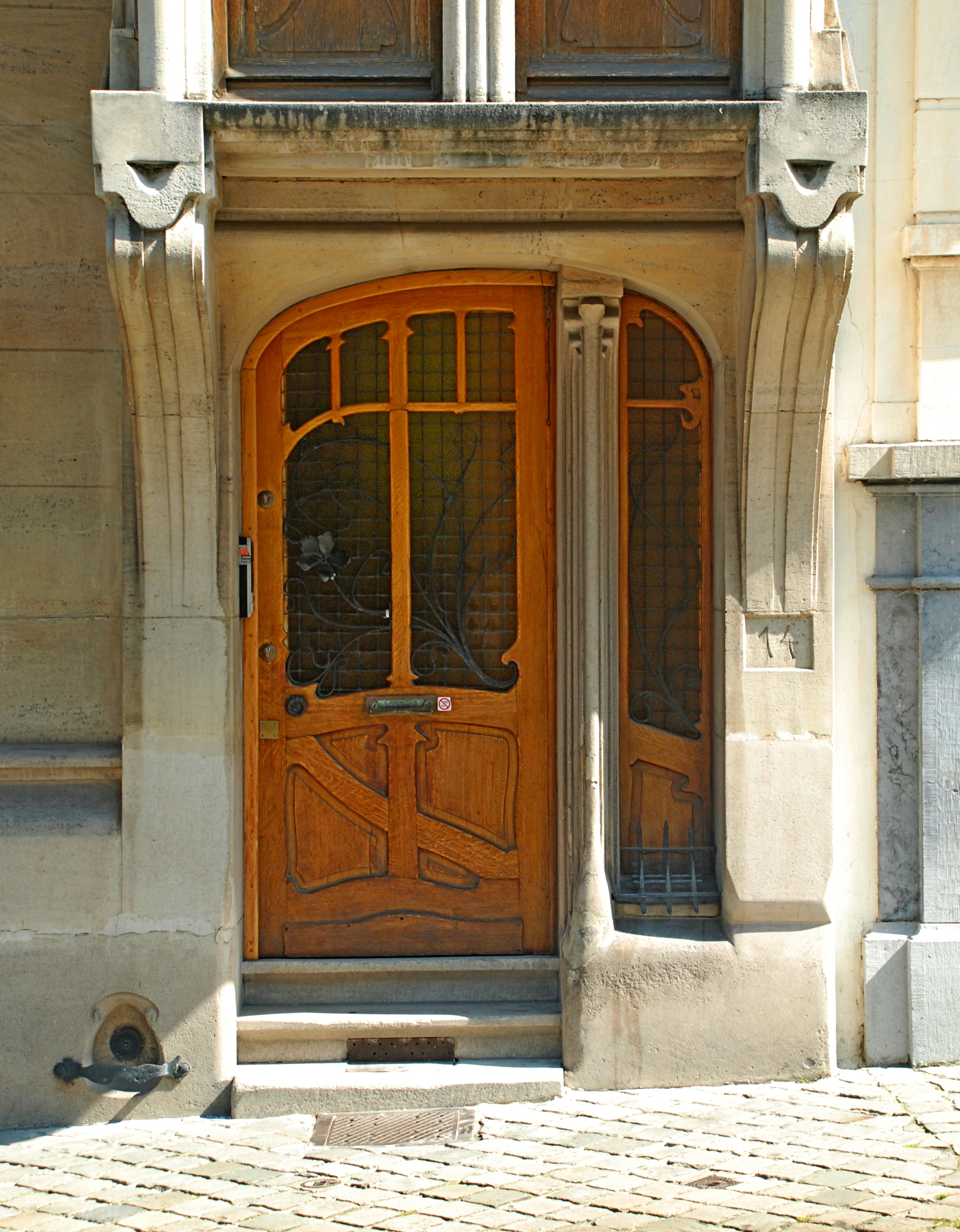
Porche.
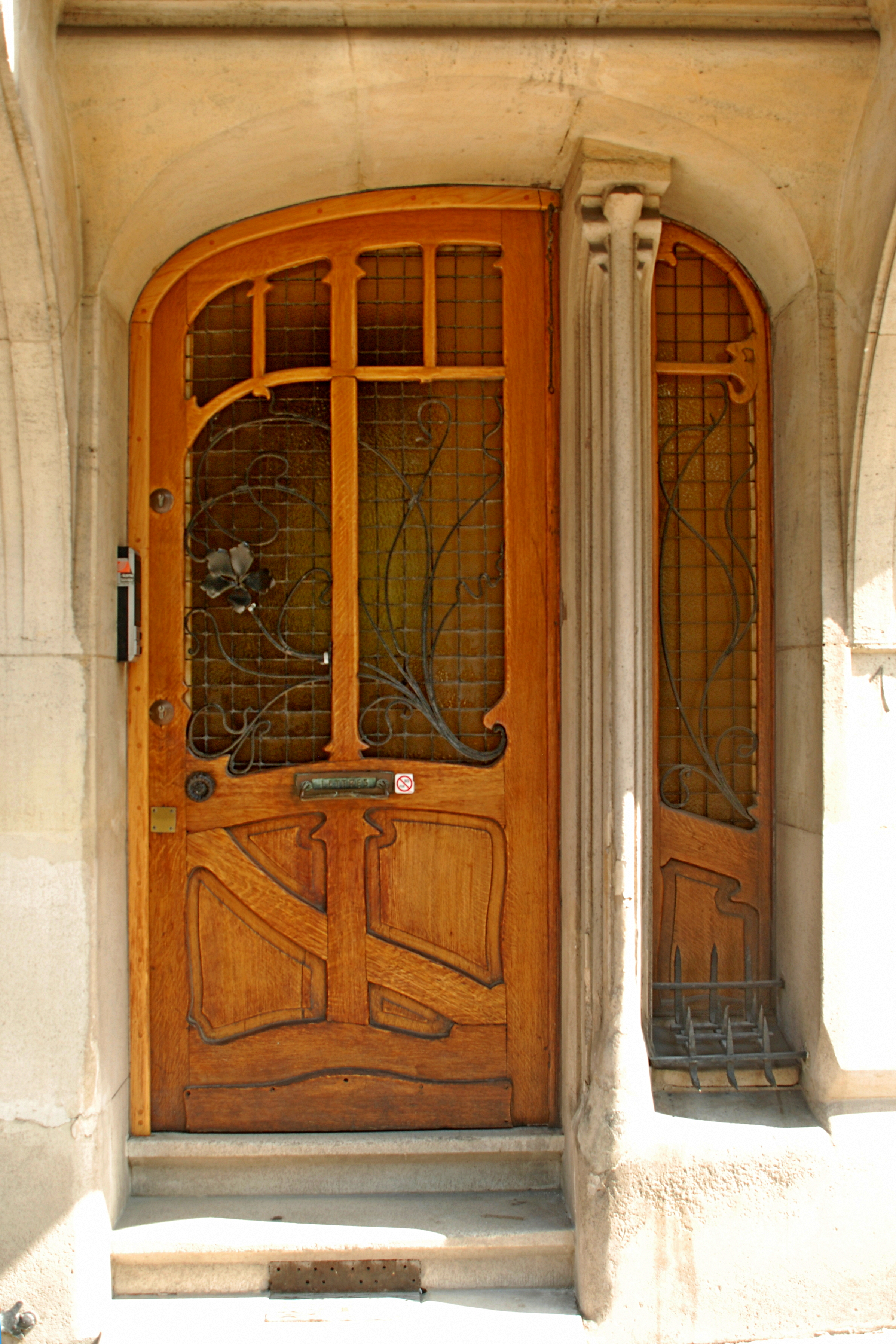
Porte.

## Accès
Ce site est desservi par la station de prémétro Parvis de Saint-Gilles.